# Фу Дэн
Фу Дэн (кит. 苻登, пиньинь Fú Dēng, 343—394), взрослое имя Вэньгао (кит. 文高, пиньинь Wéngāo) — правитель государства Ранняя Цинь с храмовым именем Тай-цзун (太宗) и посмертным именем Гао-ди (高帝).

## Биография
Фу Дэн был сыном Фу Чана — дальнего родственника Фу Цзяня I. Когда в 351 году Фу Цзянь основал государство Ранняя Цинь, Фу Чан стал в нём генералом и правителем округа. Когда Фу Цзяня сменил Фу Шэн, то Фу Чан был казнён, однако после свержения Фу Шэна Фу Цзянем II реабилитирован. Когда Фу Дэн подрос, то получил должность главы одной из административных единиц в столичном Чанъане, но затем за какой-то проступок был переведён на должность главы уезда Дидао.
После того, как в 384 году началось крушение Ранней Цинь, а Фу Цзянь был убит основателем Поздней Цинь генералом Яо Чаном, Фу Дэн в 385 году примкнул к генералу Мао Сину, пытавшемуся консолидировать западные провинции, всё ещё сохранявшие лояльность Ранней Цинь, но в 386 году тот был убит взбунтовавшимися солдатами и заменён на Вэй Пина. Однако затем солдаты решили, что Вэй Пин слишком стар для выполнения стоящих перед ним задач, и заменили его на Фу Дэна. Фу Дэн сообщил о произошедшем провозгласившему себя императором Фу Пи, и тот назначил его «Полководцем, покоряющим Запад» (征西大將軍) и дал титул «Наньаньского князя» (南安王). Осенью того же года Фу Пи погиб в сражении против войск империи Цзинь, а находившиеся под его контролем земли попали в руки основавшего государство Западная Янь Мужун Юна. Коу Цянь смог доставить Фу И и Фу Чана — сыновей погибшего Фу Пи — на земли, находившиеся под контролем Фу Дэна, и тот хотел провозгласить Фу И императором, но придворные убедили его, что в нынешней ситуации у государства должен быть взрослый правитель и, поддавшись на их уговоры, Фу Дэн взошёл на престол сам, а Фу И сделал официальным наследником престола.
После принятия императорского титула Фу Дэн продолжал одерживать локальные победы над войсками Яо Чана, однако они не приводили к стратегическому перелому, и война зашла в тупик. Яо Чан воспользовался этим, чтобы постепенно покорить других полунезависимых военачальников в Гуаньчжуне и консолидировать свою ресурсную базу.
В 387 году Фу Дэн дал княжеский титул сяньбийцу Цифу Гожэню, основавшему государство Западная Цинь, и тот стал его номинальным вассалом (отношения сюзерена и вассала сохранились и после того, как в 388 году Цифу Гожэнь скончался, и вместо него стал править его брат Цифу Ганьгуй). Летом 388 года умер наследник престола Фу И, и Фу Дэн объявил наследником своего собственного сына Фу Чуна.
Летом 389 года Фу Дэн устроил себе базу в Дацзе (на территории современного Сяньяна) и, оставив там жену и детей, атаковал и захватил находившийся под властью Поздней Цинь Пинлян. Однако Яо Чан нанёс неожиданный удар по Дацзе, где захватил около 50 тысяч подданных Фу Дэна, а также убил его жену и сыновей Фу Бяня и Фу Шана. Фу Дэн собрал остатки своей армии в крепости Хукун и, хотя сражения между войсками Ранней и Поздней Цинь продолжались, война опять зашла в тупик. Однако Яо Чан продолжал при этом покорять полунезависимых местных правителей, и Поздняя Цинь крепла.
В начале 394 года Яо Чан умер, и ему наследовал сын Яо Син. Узнав об этом, Фу Дэн решил предпринять крупное наступление на Позднюю Цинь. Оставив брата Фу Гуана охранять Юнчэн, а сына Фу Чуна — крепость Хукун, он двинулся вперёд, не позаботившись о том, чтобы у его армии были достаточные запасы воды. Яо Син смог блокировать его войска у Мавэя, лишив их доступа к воде, и армия погибла от жажды. Узнав о разгроме, Фу Гуан и Фу Чун бросили охраняемые участки, и Фу Дэн не смог их вернуть. Ему пришлось бежать в Пинлян, а оттуда — в горы. Он отправил своего сына Фу Цзуна за помощью к Цифу Ганьгую, и тот отправил к нему генерала Цифу Ичжоу, но когда Фу Дэн покинул горы, чтобы встретиться с Цифу Ичжоу, то Яо Син перехватил его, взял в плен и казнил.